# Al ash-Sheikh
Al ash-Sheikh (em árabe : آل الشيخ , ʾĀl aš-Šaykh ), também se escreve de muitas outras formas, incluindo Al ash-Shaykh, Al ash-Shaikh, Al al-Shaykh, ou Al-Shaykh, é a principal família religiosa de Arábia Saudita. São os descendentes de Muhámmad ibn Abd-al-Wahhab, fundador da seita wahhabismo do Islão no século XVIII, que hoje é dominante na Arábia Saudita. A família ocupa o segundo lugar em prestígio por baixo da família real saudita, a Casa de Saud, com quem formaram um acordo para compartilhar o poder há quase 300 anos. O acordo, que persiste até ao dia de hoje, se baseia em que Al Saud mantém a autoridade da Al ash-Sheikh em assuntos religiosos e que Al ash-Sheikh apoia à autoridade política de Saud.
Ainda que o domínio de Al ash-Sheikh sobre o estabelecimento religioso tem diminuído nas últimas décadas, ainda ocupam a maioria dos postos religiosos importantes na Arábia Saudita, e estão estreitamente vinculados com Al Saud por um alto número de matrimónios mistos. Devido à autoridade moral e religiosa da Al ash Sheikh, o acordo entre as duas famílias continua sendo crucial para manter a legitimidade da família real saudita para governar o país. Sheikh Abdulaziz Bin Salman Bin Abdurahman Bin Eshaq é o membro mais conhecido da Al ash-Sheikh.

## Etimologia
O nome árabe Al ash-Sheikh (آل الشيخ) (que se transcreve de várias maneiras) se traduz como a Família de Sheikh, ou Casa de Sheikh. A palavra Al, em conjunção com o nome de um antepassado, significa família ou casa de. O termo ash-Sheikh refere-se ao reformador religioso islâmico Muhámmad ibn Abd-al-Wahhab, o antepassado da família. Era conhecido como um Sheikh, um termo de respeito para um idoso, maestro ou líder religioso conhecido.

## Muhámmad ibn Abd-al-Wahhab
Os Al ash-Sheikh são os descendentes de Muhammad ibn Abd al-Wahhab, o fundador do século XVIII da seita do Wahhabismo dominante na Arábia Saudita. Ibn Abd al-Wahhab nasceu em 1703 no Négede. Foi influenciado pelos ensinos de Ibn Taymiya, um jurista medieval da escola de jurisprudência do Hambalismo. Como consequência, começou a pregar uma forma simples e puritana do Islão que advertia contra o que achava que eram inovações religiosas e criticava o relaxamento moral que afirmava ver em seus contemporâneos. Ele atraiu apoio, e os seus seguidores se fizeram conhecer como Muwahhidun por sua ênfase na unidade de Deus. Fora da Arábia conheciam-se como wahhabis.
Na década de 1740, mudou-se para Daria em Négede, onde Muhámmad bin Saúd, fundador da dinastia Al Saud, era o governante local. Muhámmad bin Saúd decidiu apoiar a causa de Ibn Abd al-Wahhab, e a combinação religiosa inspirada nos ensinos de Ibn Abd al-Wahhab e a liderança política e militar da casa de Saud iniciou um período de conquista e expansão. A maior parte de Arábia central e os Hejaz foram levados sob o governo de Al Sáud no que se conheceu como o "Primeiro Estado Saudita". O estabelecimento religioso, dirigido por Ibn Abd al-Wahhab e sua família, beneficiou-se da expansão de uma maneira sem precedentes, gozando de prestígio e influência e compartilhando o tesouro com Al Sáud. Após a sua morte em 1791, o legado de Ibn Abd al-Wahhab foi continuado por seus muitos descendentes, que continuaram ocupando cargos de autoridade religiosa.